# Леоне, Джованни (учёный)
Джованни Леоне (Агридженто, 10 февраля 1967 года) — итальянский геофизик и вулканолог. Его основная деятельность — изучение планетной геологии и вулканологии Солнечной системы. В 2014 году он выдвинул теорию где говорится о том, что долины Маринер были образованы на Марсе с помощью лавы, а не воды, тем самым он привлек внимание газетных изданий со всего мира. В том же году он опубликовал результаты своих трехмерных компьютерных симуляций, тем самым ещё раз продемонстрировал что дихотомия Марса была сформирована в результате гигантского столкновения с южным полюсом, хотя ранее утверждалось о столкновении с северным полюсом; 2D модели уже были разработаны другими авторами с 2006 года. Однако именно он в 2016 году подтвердил эту гипотезу тем что открыл 12 выровненных вулканических вершин в южном полушарии Марса точно так, как было описано в 3D-модели. Его наблюдения за великими марсианскими каньонами и каналами лавы которые начинаются с вулканов, вместе с присутствием оливина, который не изменился с Нойского периода, изменили понимание о планете Марс как о теплой и влажной планете схожей окружающей средой с планетой земля.

## Детство и Юность
Его отец Джузеппе был полицейским, а его мать Розалия Гандольфо была домохозяйкой. После 6 лет проведенных в Агридженто, где его отец работал в местной префектуре, его семья переехала в свой родной город Палермо на Сицилии. В детстве он рано проявил большой интерес к науке. В школьные годы Леоне был очарован звездами и стал рисовать в тетради, созвездия которые видел в небе. В возрасте 15 лет его отец подарил ему переносной телескоп Ньютона диаметром 114 мм, с которого он начал наблюдать небо из своего дома, а также из гор Мадоние со своим одноклассником и астрофотографом Кармело Заннелли. Вместе они увидели появление кометы Галлея в 1986 году и сделали несколько снимков со своих маленьких телескопов Ньютона с автостоянки расположенной в Пьяно Батталья в горах Мадоние.

## Карьера
С 1986 года, после получения диплома средней школы он стал заострять свой интерес на планетах Солнечной системы с особым вниманием к скалистым планетам внутренней солнечной системы. В тот момент он понял, что только изучение геологических наук может помочь ему лучше понять внутреннюю структуру планет. Поэтому он решил поступить на курс геологических наук  в Университет Палермо по специальности «Геофизика». Получив диплом геофизика он решил заняться распространением астрономии на телевидении. В период с 1993 по 1995 год он был соавтором и ведущим на местном телевидении в Палермо на канале 21 где вел две программы под названием «А как астрономия» и «Нова», отвечая на вопросы зрителей в прямом эфире. В те годы у него возникли первые сомнения о существовании воды на Марсе. В 1996 году Джованни  поступил в аспирантуру  в Университет Ланкастера в Соединенном Королевстве под руководством профессора Лионеля Уилсона. В 1997 году из-за отсутствия финансирования он перешёл на заочное обучение в университете Ланкастера и вернулся в Палермо, чтобы быть рядом со своей семьей и продолжить учебу оттуда. В 2001 году он получил постдокторат, отплаченный Университетом Лечче в Италии, для работы над предварительными исследованиями миссии «Спирит» на Марсе в сотрудничестве с «Ames  Research Center of NASA». Через год снова из-за семейных причин он вернулся в Палермо, чтобы находиться рядом со своей семьей и в то же время закончить аспирантуру в Ланкастере. В 2007 году он, наконец, получил докторскую степень в Ланкастере, а через год получил приглашение от NASA на JPL в Пасадине, на семинар по вулканизму «Io», которая являлалась основной темой исследования его докторской диссертации, связанной с миссией Галилео на Юпитере. После трех лет безуспешного поиска по миру оплачиваемой должности исследователя он решил поступить еще на один курс в аспирантуру в Федеральном политехническом университете Цюриха, чтобы усовершенствовать свои знания о планетах от поверхности до ядра, а также иметь хороший финансовый доход для поддержки своей семьи. Благодаря полученному опыту в исследовательской работе в Лечче, а также опыту в написании докторской диссертации превратило эти годы в самые плодотворные с научной точки зрения. В эти годы он использовал программное обеспечение руководителя и профессора Пола Джеймса и сотрудника, профессора Тараса  Герью, для моделирования в 3D гигантского столкновения южного полюса Марса. Этот опыт, начатый как простой тест термомеханического программного обеспечения, превратился в невероятную серию открытий, которые изменили понимание о Марсе в наше время. Результаты показали что Марс был вулканической средой, очень отличающейся от той, которую мы представляли до сих пор, то есть горячей и влажной. Марс был вулканической средой, но холодной и сухой. В 2013 году он дал название следующим вулканическим центрам на Марсе, имена которых затем были одобрены рабочей группой номенклатуры солнечной системы: Аония Монс, Аония Толус, Электрик Монс, Эриданья Монс, Сиреном Монс, Сиреном Толусом. В 2016 году Леоне подтвердил свою гипотезу о гигантском столкновении южного полюса открыв 12 выровненных вулканических вершин на поверхности Марса. После получения докторской степени и двух лет без работы, ему поступило неожиданное предложение из Чили от профессора Мауро Барбьери который создал факультет астрономии и планетарной науки в университете Атакаммы.

## Наше время
Джованни Леоне работает на кафедре планетарной геологии и вулканологии солнечной системы в Университете Атакамы над несколькими междисциплинарными исследовательскими проектами между астрономическими и планетарными науками. Он также является редактором журнала «Вулканология и геотермальные исследования» и редактором книжного проекта для Спрингер под названием «Марс: вулканический мир».